# Meliosma wurdackii
Meliosma wurdackii är en tvåhjärtbladig växtart som beskrevs av J. Cuatrec. Meliosma wurdackii ingår i släktet Meliosma och familjen Sabiaceae. Inga underarter finns listade.